# 奥津典子
奥津 典子（おくつ のりこ、1974年3月 - ）は、元マクロビオティック研究家。東京都渋谷区のリマクッキングスクール、ボストンのクシインスティテュートでマクロビオティックを学ぶ。在学中より久司道夫に師事、秘書を務める。現在は「台所の学校」主宰、「オーガニック直売所タネト」を夫婦で運営。

## 略歴
1974年3月長崎県に生まれる。1997年、学習院大学卒業。2003年6月「オーガニックベース」を夫の奥津爾とともに東京都武蔵野市吉祥寺に立ち上げる。
2004年6月『Organic Base マクロビオティックと暮らす』をビジネス社より出版。当時はマクロビオティックをライフスタイルとして提案する書籍はほとんどなかった。
2004年、久司道夫の講演会企画。久司道夫、アーティスト中納良恵（エゴラッピン）、森田大剛（当時のcafe floorオーナー、文筆、ＣＭの企画デザイン他）の対談企画雑誌『エココロ』誌上にて掲載。
2005年6月 『マクロビオティックのお買いもの』を技術評論社より出版。マイノリティだったマクロビオティックの知名度が高まっていく時流とあいまって、初版9000部より一週間で増刷。
2006年6月 オーガニックベース発行のマクロビオティックの通信講座教材作成。マクロビオティックの通信講座は他校（KUSHI INSTITUTE JAPAN)とが国内初。
2013年、雲仙市に移住し、2019年には千々石町にオーガニック直売所タネトを立ち上げた。同じ頃、ベジタリアンをやめている。2016-2019年、福島の食堂ヒトトの共同オーナー。

## 講演・出演
- 2004年8月 IDEE、フロアとの共同企画のマクロビオティック講座を丸の内カフェにて[3]
- 2006年1月 テレビ朝日『いま得!』花粉症特集に出演[4]
- 2006年7月 エココロ主催イベント 東京ガス共催「オーガニックベース マクロビオティック教室」を東京ガス新宿ショールームにて開催[5]
- 2006年9月 ナイキ主催「Nike Beautiful Day In Odaiba」に参加。
- 2007年9月 Foodies TV『マクロビ&ヨガ ダイエットライフ』全6回に出演[6]
- 2008年11月 大地を守る会主催、東京ガス共催 特別料理教室イベント「1DAY Class + Cafe 奥津典子さんのくらしに学ぶ」を東京ガス新宿ショールームに講師担当[7]
- 2010年2月 特別講座「心とからだをととのえるマクロビオティックのスープのお話」丸の内カフェにて開催[8]
- 2010年3月 フジテレビ『とくダネ!』でオーガニックベースと奥津典子のインタビューを紹介[9]
- 2010年4月 丸の内カフェ朝大学「美人講座」第2回「マクロビ食入門～きれいになるマクロビオティックを知ろう～」講師担当[10]

## 書籍
- 『Organic Base マクロビオティックと暮らす』ビジネス社 ISBN 4828411283
- 『マクロビオティックのお買いもの』技術評論社 ISBN 4774123781
- オーガニックベース監修『マクロビオティック、はじめました』アスペクト ISBN 4757213816
- 『本当に怖い低血糖症』講談社+α新書 ISBN 4062724987
- 『organic base 朝昼夜のマクロビオティックレシピ』河出書房新社 ISBN 4309281591
- 『野菜だけでおいしい マクロビオティックのスープ』アスペクト ISBN 4757217315
- 「奥津典子の台所の学校」 WAVE出版